# Serrières (Saône-et-Loire)
Serrières település Franciaországban, Saône-et-Loire megyében. Lakosainak száma 290 fő (2022. január 1.). Serrières Pierreclos, Cenves, Bussières, Saint-Point, Tramayes és Vergisson községekkel határos.

## Népesség
A település népessége az elmúlt években az alábbi módon változott:
| Lakosok száma | 284  | 281  | 287  | 275  | 276  | 274  | 271  | 281  | 290  |
|               | 2013 | 2015 | 2016 | 2017 | 2018 | 2019 | 2020 | 2021 | 2022 |